# Gabriel Argy-Rousseau
Joseph Gabriel Argy-Rousseau (* 17. März 1885 in Meslay-le-Vidame, Frankreich; † 20. Januar 1953 in Paris) war ein französischer Glaskünstler und Keramiker des Jugendstils und des Art déco.

## Leben
Joseph-Gabriel Rousseau war der Sohn einer Bauernfamilie und interessierte sich schon früh für das Zeichnen. Er besuchte zunächst die École Breguet und ab 1902 die École Nationale des Céramiques de Sèvres, wo er Interesse an den Fächern Physik und Chemie zeigte. Hier lernte er den Sohn des Pioniers der Pâte de verre-Technik Henry Cros kennen. Nach seinem Schulabschluss 1906 arbeitete Rousseau zunächst in einem Forschungslabor zur Entwicklung von Zahnporzellan, wonach er sich ausschließlich der Pâte de verre-Glaskunst widmete. 1913 heiratete er die Goldschmiedin Marianne Argyriadès, die griechischer Abstammung war und Rousseaus Interesse an griechischer und klassischer Kunst weckte. Nach seiner Heirat fügte Rousseau seinem Namen die ersten vier Buchstaben des Mädchennamens seiner Ehefrau hinzu und nannte sich fortan „Argy-Rousseau“.
Ab 1914 nahm Argy-Rousseau an den Salons des Artistes Français in Paris teil, wo er mit zahlreichen begeisterten Kritiken zu seinen Arbeiten bedacht wurde. 1921 lernte er den Galeristen und Glashüttenbesitzer Gustave Gaston Moser-Millot kennen, mit dem er die Société Anonyme des Pâtes de Verre d’Argy-Rousseau gründete. Über sechs Monate entwickelte er mit der Firma die Pâte de verre-Technik, richtete neue Werkstätten und Öfen ein, schulte 20 Arbeiter und begann 1923 mit der Produktion von regelmäßigen Auftragsarbeiten. Die Galerie Moser-Millot hielt die Exklusivrechte für die Ausstellung und den Verkauf von Arbeiten Argy-Rousseaus, der die Herstellungsverfahren von Pâte de verre jedoch nicht preisgab und die Exklusivrechte hierfür behielt. Moser-Millot fungierte als Vorstandsvorsitzender und Argy-Rousseau wurde Geschäftsführer, mit Grundgehalt und einem Anteil am Gewinn. Seine Arbeiten waren in Europa (hier besonders in Rumänien), Nordafrika, den Vereinigten Staaten und Lateinamerika gefragt. Argy-Rousseau bewarb seine Waren und Techniken in französischen und amerikanischen Magazinen für dekorative Künste und gab Broschüren für seine Kunden heraus, in denen er seine Technik und  die hierzu erforderlichen Fähigkeiten beschrieb.
Die Natur war ein wichtiges Thema in seinem Werk, in dem er vornehmlich Blumen, Insekten, Tiere und weibliche Formen abbildete. Viele seiner Vasen wurden in ihrem oberen Bereich von Blumen umwunden. Ab 1917 verlängerten sich die Formen seiner Werke, worin sich der Einfluss japanischer Kunst ausdrückte. Szenen aus der antiken Mythologie (wie in Le Jardin des Hespérides) waren ebenfalls gängige Motive. Er variierte das Glas oft in seiner Dicke und, je nach Entwurf, von halbtransparent bis opak.
Argy-Rousseau war auch als Erfinder tätig. Während des Ersten Weltkriegs reichte er mehrere Patente ein, die zum Teil vom französischen Verteidigungsministerium genutzt wurden. Das von ihm entwickelte „Verfahren der Sofort-Farbfotografie“ erhielt 1925 eine Silbermedaille von der Société d’encouragement au progrès und eine weitere vom Office national des recherches scientifiques et industrielles et des inventions. Jedoch fehlte ihm finanzielle Unterstützung zur Vermarktung.
Trotz der Komplexität des Pâte de verre-Verfahrens gelang es ihm, durch Experimente dieses auf einen halbindustriellen Herstellungsprozess  zu rationalisieren, indem er einen der Fließbandfertigung ähnlichen Arbeitsablauf einführte und Mutterformen verwendete, mit denen sich Arbeitsformen zum Brennen herstellen ließen. Argy-Rouseeau überwachte als technischer und künstlerischer Leiter alle Aspekte dieses Prozesses.
Ungeachtet seines anfänglichen Erfolgs und seiner Fortschritte bei der Rationalisierung brach der Markt für Luxusglas mit der Weltwirtschaftskrise Ende der 1920er Jahre erheblich ein. Argy-Rousseau versuchte auf Anraten seiner Kunden eine Neugestaltung seiner Modelle für Vasen, Schalen, Lampen und andere Artikel. Moser-Millet bestand jedoch darauf, die Produktpalette auf religiöse Objekte umzustellen. Der Künstler war hiervon wenig angetan und weigerte sich, diese Waren zu signieren. Zudem verkauften sich auch diese Artikel schlecht, sodass Moser-Millot die Firma am 31. Dezember 1931 zum zehnten Jahrestag ihres Bestehens schließen ließ.
Im Juli 1932 erwarb Argy-Rousseau Teile des Inventars der aufgelösten Fabrik und gründete sein eigenes Atelier in der Pariser Rue Cail, wo er nun selbständig arbeitete und nur bei Bedarf auf Mitarbeiter zurückgriff. Trotz seiner Feindschaft mit Moser-Millet nach der Liquidierung ihrer Fabrik war er vertraglich verpflichtet, seine Arbeiten weiterhin über dessen Galerie zu vertreiben. Argy-Rousseau stellte neue Produkte her und entwickelte neue Techniken, zu denen unter anderem das Pâte de verre emailles-Verfahren (zwischen 1932 und 1934 wurden hiermit kleine Mengen von Skulpturen hergestellt) und das Pâte de cristal-Verfahren (von 1934 bis 1937) gehörten. Hierauf arbeitete er hauptsächlich mit emailliertem Glas.
Der Geschmack am Markt für Kunstglas hatte sich derweil geändert; Firmen wie Daum Frères & Cie, Lalique oder Tiffany produzierten nun opalisierendes und getöntes Glas in großen Mengen und zu niedrigeren Preisen, zu denen Argy-Rousseau nicht mehr konkurrenzfähig sein konnte. Zudem hatte er während des Zweiten Weltkriegs  Schwierigkeiten, Rohstoffe und Brennmaterial für seine Öfen zu finden. Er nahm eine Stelle in einer Porzellanfabrik an, deren Produktionsabläufe er optimieren konnte. Trotzdem blieb er stark verschuldet, so drohte ihm die Société des artistes décorateurs wegen ausstehender Beiträge, seine Mitgliedschaft zu kündigen. Gabriel Argy-Rousseau stellte zuletzt 1952 aus und verstarb nach einer Herzkrankheit am 20. Januar 1953.